# Hatz CB-1

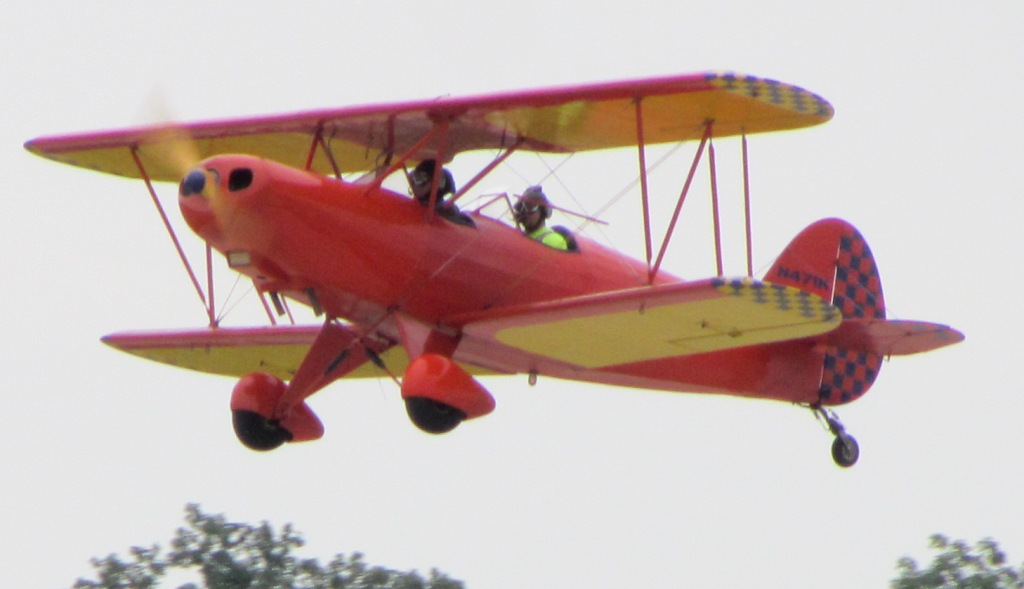
Hatz CB-1

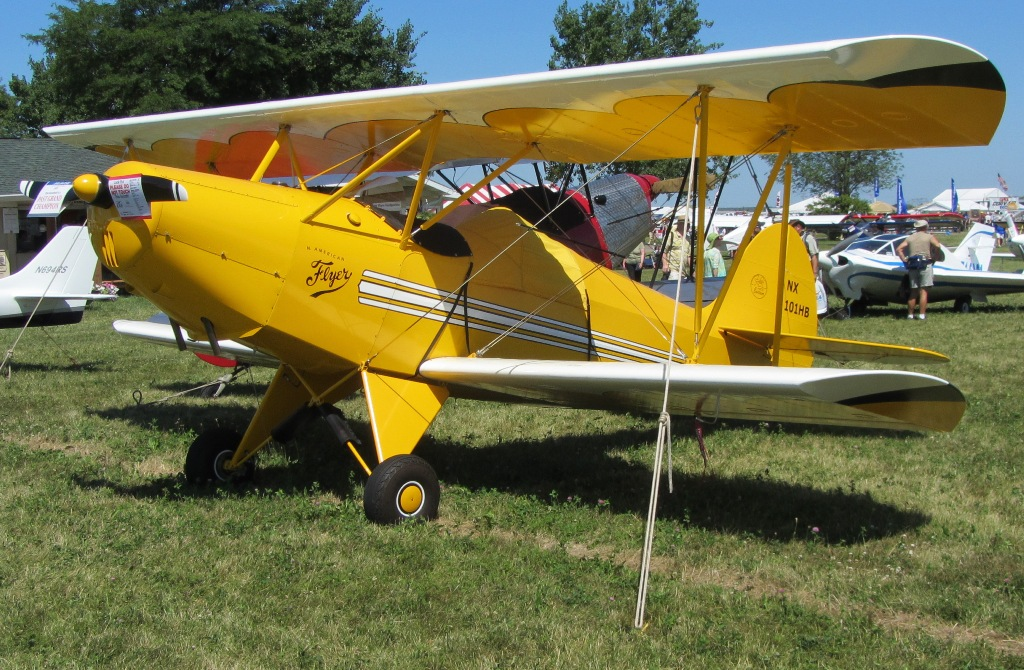
Hatz Bantam

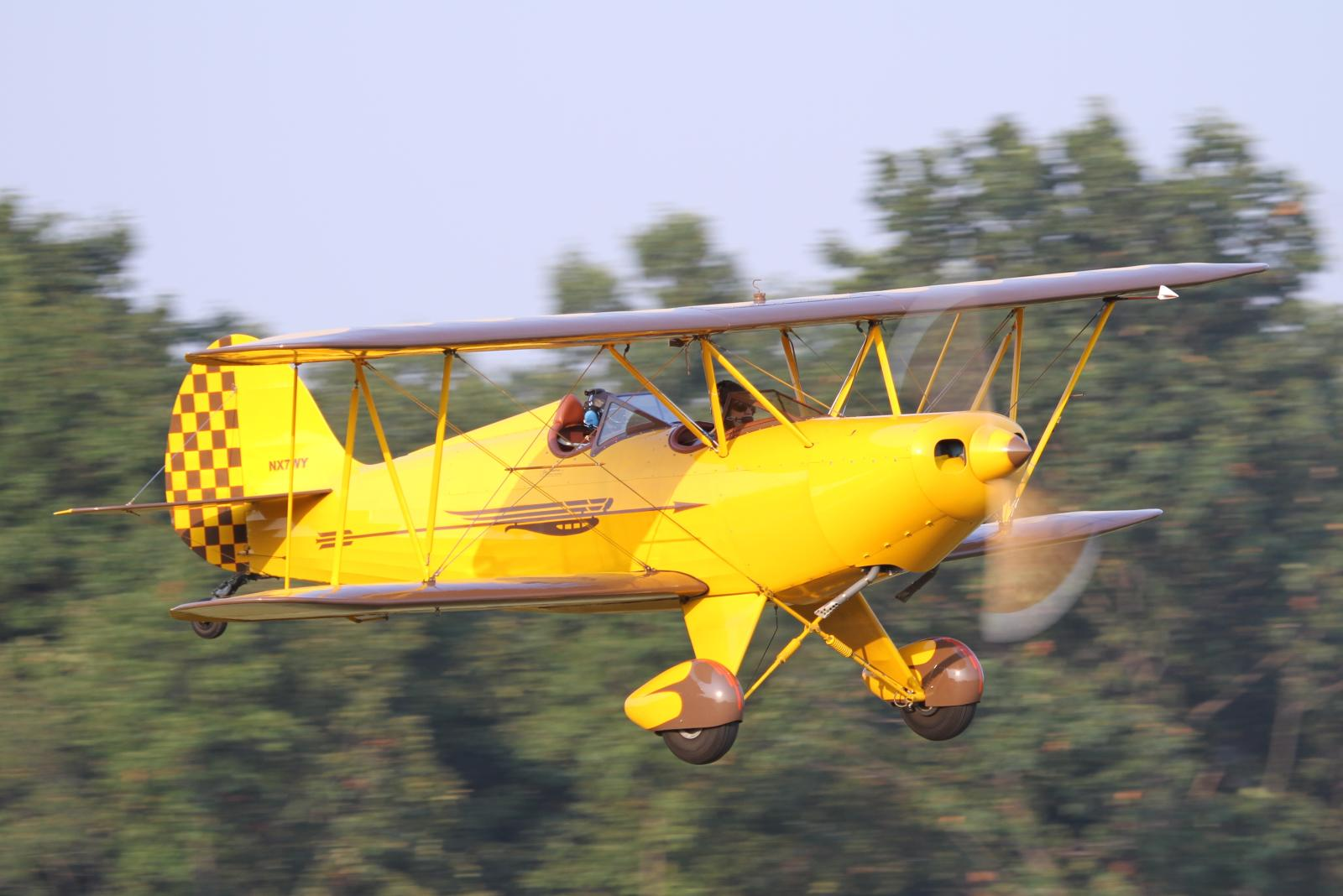
Hatz Classic

Le Hatz CB-1 est un biplan léger américain des années 1960 conçu par John Hatz pour la construction amateur. La variante Hatz Classic est fournie sous forme de kit par l'entreprise Makelan Corp basée à New Braunfels au Texas, tandis que les autres versions sont disponibles uniquement sous forme de plans.

## Conception et développement
John Hatz a conçu le CB-1 en 1968 comme une version plus petite d'un biplan Waco de la série F. Le CB-1 est un biplan biplace tandem à double commande avec train d'atterrissage à roue arrière fixe et propulsé par une variété de petits moteurs montés à l'avant. Le fuselage et la queue sont en tube d'acier, tandis que les ailes sont en bois. Des plans et des kits de pièces pour le CB-1 sont disponibles pour la construction amateur.

## Variantes

### CB-1
Modèle de base,

### Hatz Classic
Conçu par Billy Dawson et doté d'un fuselage étiré et plus arrondi. Il est propulsé par un Lycoming O-320.

### Kelly-D
Conçue par Dudley Kelly, c'est une variante plus simple et plus grande du Hatz, avec la section centrale de l'aile supprimée,.

### Hatz Bantam
Un modèle plus léger qui correspond aux règles américaines sur les avions de sport léger.

## Spécifications du CB-1
Données de Jane's All the World's Aircraft 1982-1983

### Caractéristiques générales
- Équipage : 2
- Longueur : 5,79 mètres
- Envergure : 7,72 mètres
- Hauteur : 2,39 mètres
- Surface alaire : 16,5 m2
- Allongement : 6.06:1
- Profil aérodynamique : Clark Y
- Poids à vide : 397 kg
- Masse maximale au décollage : 726 kg
- Capacité de carburant : 68 litres
- Groupe motopropulseur : 1 × Lycoming O-235 quatre cylindres à plats refroidis par air, 115 ch (86 kW)
- Hélices : hélice bipale Sensenich à pas fixe, d'1,78 mètre de diamètre

### Performances
- Vitesse de croisière : 140 km/h (78 kn) - vitesse de croisière maximale
- Vitesse de décrochage : 64 km/h (35 kn)
- Vitesse à ne pas dépasser : 240 km/h (130 kn)
- Autonomie : 320 km (170 nmi) - réserves de 30 minutes
- Taux de montée : 4,1 mètres/seconde